# Подруми манастира Тврдош
Подруми манастира Тврдош су посебна грађевинска целина у оквиру манастирске порте истоименог манастира Епархије захумско-херцеговачке и приморске, у насељеном месту Тврдош у граду Требиње, Република Српска, БиХ. Према попису становништва из 1991. у насељу и манастиру живело је 24 становника.

## Положај
Манастир Тврдош и његови подруми налазе се крај десне обале реке Требишњице, на око 270 м изнад мора, а његова црква је на врху стене, која се некад у окомитим степеницама (лесним заравнима) спуштала према двадесетак метара нижој Требишњици у близини насеља Тврдош на 4 километра западно од Требиња.

## Историја
Први писани податак о манастиру Тврдош, или Требињском манастиру, постоје у Октоиху из 1509. године. Ову књигу је преписао Марко Требињац, по налогу епископа Висариона при архиепископу Јовану (милешевском), који се помињу и као обновитељи манастира. О манастиру говоре и два сачувана уговора из Дубровачког архива. Један од тих уговора је из 1501. године, када је Марко Требињац отишао на учење сликања код сликара Матка Миловића у Дубровник.
Језгро око кога је настао манастир Тврдош, била је античка црква из 4. века. На њеним темељима стоје четири стуба што придржавају куполу садашње цркве Успења Пресвете Богородице.
Манастир Тврдош посвећен је Успењу Пресвете Богородиценастао је у средњем веку првобитно био познат као Требињски манастир. Међутим, по релативно касном народном предању, Тврдошки манастир је основали су цар Константин (324-337) и његова мајка Јелена (247-327) у 4. веку. Како је извесно време био срушен и запуштен, постао је задужбина краља Стефан Урош II Милутина (1282-1321) који је обновио манастир, као и херцега од Светог Саве Стјепан Вукчића Косаче (1435-1466).
Темељну обнову Манастира обавио је 1509. године митрополит Требињски Висарион I. Од тада тробродне цркве са кубетом сачувани су до данас темељи, шест камених стубова, престо на горњем мјесту и делови зидова са остацима фресака.
Манастир јевише од два века, био седиште Хумско-Херцеговачке (тада звана Требињска) митрополије. Знатно је оштећен приликом великог земљотреса који је задесио Дубровник и околину 6. априла 1667. године. Тада је оштећена купола на цркви и манастирске зграде.
У турско-млетачком рату из тежње за слободом, манастирско братство се, у време ратовања против Турске (1684.-1699) активно укључило у борбу на страни Млетака. Османлије су у знак одмазде 1693. заузимају манастир. Игуман са 34 калуђера прелазе у манастир Савина код Херцег Новог, који је био под млетачком влашћу. Годину дана касније, у повлачењу Млечани су потпуно уништили Тврдош 1694. године, како се Турци не би у њему поново утврдили.
По рушењу манастира Тврдоша калуђери су са собом понели многе духовне и културне високовредне светиње и драгоцености (реликвије) и из Тврдоша пренели их у Манастир Савину.
Цркву је тек након неколико векова 1928. године обновио нови задужбинар Никола Руњевац, богати Требињац који је емигрирао у Америку. Тада је сређен мањи, стари конак и подигнут нови и већи конак.
Од средине 20. века манастир је био напуштен, све до 1989. године. Почетком грађанског рата у Босни и Херцеговини (1992-1995), седиште епископа захумско-херцеговачког и приморског је пренесено из Мостара у манастир Тврдош. Доласком епископа Атансија (Јевтића) почела је обнова манастира која траје до данас. Обновљена је црква, изграђени нови конаци, засађени виногради и нови вински подрум.
У манастирској порти налазе се и остаци других манастирских грађевина: конака, келија, трпезарије, подрума и околног града и кул у којима су апостоловали Свети Апостоли, Света Равноапостолна Браћа Кирило и Методије, и за њима Светитељи Божји: Сава Први и Други, Иларије, Свети Данило II, Висарион I и II, Свети Василије Тврдошки и Острошки, и у првој четвртини 20. века Свети Петар (Зимоњић), нови српски Свештеномученик Јадовински и Јасеновачки.
У манастирској цркви се налази део моштију (рука) непознатог светитеља - претпоставља се Јелене Анжујске (1236-1314), мајке краља Милутина. Поред тога, у цркви се налазе и делови моштију мученика са Превлаке и део моштију светог Јоасафа, оснивача манастира Велики Метеори у Грчкој. Живопис у цркви је новијег датума, рађен 1999. и 2004. године. Иконостас у цркви је поклон Грчке православне цркве.
Развој подрумарства и винарства
Манастир Тврдош и његови вински подруми први пут се помињу у једној прастарој епској народној песми, као манастирске избе испуњене вином. Након пропасти српске средњовековне државе, српски монаси у манастирима су очували српску духовност, култура, али и традицију српског винарства.
Као и у читавој Европи, и у српском винарству највеће заслуге за преношење знања и традиције о узгајању винове лозе и производњи вина припадаа монаштву. Многе славне винарске куће Француске, Италије, Шпаније и Немачке настале су на старим манастирским посeдима или као чувари њихове традиције. Међу бројним српским манастирима који су сачивали винарски углед Српског народа до данашњих дана су: поред Високих Дечана, Љубостиње, Свете Горе и манастир Тврдош.

## Стари вински подрум
Оригинални стари подрум датира од краја 15. века и буквално се налази под темељима цркве. Вероватно најинтересантнији део је узак отвор на каменом поду, "Мали подрум" како се зове, практично тунел у којем се могло сместити око педесет драгоцених боца вина. Улаз је толико мали да се само најмршавији монах може да уђе у ову катакомбу.
Период највећег економског успона па и у производнји вина, манастир је имао између 1510. и 1697. године, који данас неки називају златно доба Тврдоша. У то време, монах Василије Острошки, постао је митрополит и веома утицајна фигура. Међутим 1697. године Османлије су срушиле манастир експлозивом. Срећом, подрум није разорен, па је касније неоштећен обрастао у бујно растиње које га је заштитило од даљих разарања, јер Турци нису дозволили ништа да се ради у манстиру наредна два века. Тада су се млађи монаси преселили у Херцег Нови где су саградили манастир Савина и где је из тог периода очувана традиција винасрства из манастир Тврдош.

## Вински подруми у 21. веку
Монаси манастира Тврдош, у првој деценији 21. века отворили су ново поглавље у причи о манастирском винарству код Срба. Наиме они су преузели негу винове лозe у Требињском пољу, у коме су се стари засади Вранца простирали на 70 хектара: Они су освојили нове површине и подигли још 60 хектара младих винограда у Поповом пољу.
Данас, манастир има два подрума. У старом каменом подруму из 15. века, у стогодишњим храстовим бачвама сазрева вранац, а само десетак метара даље, уз саму Требишњицу, укопан је нови подрум опремљен најсевременијом опремом. Архитектонски подрум је савршено уклопљен у постојећи комплекс.
Модерна технолошка решења уз набављену савременију опрему која укључује и гравитациони транспорт вина током процеса прераде, омогућен висинским разликама између различитих нивоа подрума, омугућило је производњу вина на савремени начин. У данашњој винарији манастира Тврдош на традиционалан начин се производи црвено суво вино „Вранац“, бело вино и лозова ракија.
Данас у манастиру Тврдош, бригу о манстирским подрумима заједно са игуманом јеромонахом Савом (Мирићем) и монашким братством, уз помоћ Божију, воде и добри људи из овог краја, који се труде да Светињу Тврдошке Богородице и његовог винарства још више обнове.

## Преглед неких од винарских производа
| Назив проивода        | Порекло                          | Одлежавање                                        | Алкохол | Напомена |
| --------------------- | -------------------------------- | ------------------------------------------------- | ------- | --- |
| Вранац                | Петропавловско поље, Херцеговина | 24 месеца у старим манастирским храстовим бачвама | 13,5%   | - Класичан вранац Петропавловског поља, са препознатљивим аромама сувих брусница и пријатним нотама препеченог хљеба. - Укус је веома освјежавајући, са резантним тоновима свјежег бобичастог воћа. - Киселине су живе, трепераве и трају до саме завршнице, у којој се препознаје чист укус зреле вишње. |
| Хум – Каберне Совињон | Попово поље, Херцеговина         | 24 месеца у старим манастирским храстовим бачвама | 13,6%   | - Упечатљиве ароме тамног шумског воћа, са мирисном нотом жалфије и дискретним чоколадним тоновима у позадини. - Укус је воћно-зачински, а освежавајуће киселине подсећају на свјеже бруснице. - У завршници остаје воћна свежина. - Вино је идеално за традиционалну српску трпезу. |
| Изба — Мерлот         | Петропавловско поље, Херцеговина |                                                   | 13%     | - Мирисни тонови сувих шљива и брусница употпуњени су зачинским нотама које подсећају на нану и жалфију. - Вино је мекано, киселине су живе, воћног карактера, танини заокружени. - У завршници укуса се препознаје суво црвено воће, са благом нотом ораха |
| Орос — шардоне        | Попово поље, Херцеговина         |                                                   | 14,5%   | |
| Лозовача              | Попово поље, Херцеговина         |                                                   | 40%     | - Ракија манастира Тврдош – Лозовача се производи на традиционалан херцеговачки начин, дестилацијом прерађевина грожђа врхунских херцеговачких сорти. - Традиционалан начин дестилације, као и чување у условима старих манастирских подрума, дају овој ракији заокружен и комплетан садржај. - Ова лозовача се од осталих разликује по свом специфичном укусу, који је резултат традиционалне дестинације, посебног одабира сорти грожђа као и услова у којима се чува. |